# Троїцька лінія
Троїцька лінія (рос. Троицкая линия) — лінія Московського метрополітену у стадії будівництва від Великої кільцевої лінії у Новомосковському адміністративному окрузі до селища Комунарка і далі до Троїцька. Перша черга відкрита 7 вересня 2024 року. В її складі 4 станції: Новаторська, Університет дружби народів, Генерала Тюленєва і Тютчевська.
На середину 2010-х передбачалось починати лінію від проєктованої станції «Вулиця Новаторів» Великої кільцевої лінії і зробити її підземною мілкого закладення. Довжина першої та другої черги із 10 станціями складе 23,2 км
Офіційна назва лінії — «Троїцька» і номер 16.

## Станції
|  | Назва станції              | Дата відкриття | Пересадки   | Глибина, м | Тип конструкции                        | Координаты                                                              | Вид станции |
|  | -------------------------- | -------------- | ----------- | ---------- | -------------------------------------- | ----------------------------------------------------------------------- | ----------- |
|  | Новаторська                | 7 вересня 2024 | Новаторська |            | колонна мілкого закладення трипрогінна | 55°40′15″ пн. ш. 37°31′13″ сх. д. / 55.670902° пн. ш. 37.520151° сх. д. |             |
|  | Університет дружби народів | 7 вересня 2024 |             |            | колонна мілкого закладення трипрогінна | 55°38′56″ пн. ш. 37°30′30″ сх. д. / 55.648913° пн. ш. 37.508355° сх. д. |             |
|  | Генерала Тюленєва          | 7 вересня 2024 |             |            | колонна мілкого закладення трипрогінна | 55°37′35″ пн. ш. 37°29′16″ сх. д. / 55.626319° пн. ш. 37.487647° сх. д. |             |
|  | Тютчевська                 | 7 вересня 2024 |             | -12,65     | колонна мілкого закладення трипрогінна | 55°37′00″ пн. ш. 37°28′53″ сх. д. / 55.616663° пн. ш. 37.481290° сх. д. |             |